# Latyarak
Latyarak (szerbül Лаћарак / Látyárák / Laćarak,) kisváros Szerbiában, a Vajdaságban, a Szerémségi körzeten, Szávaszentdemeter községben.

## Népessége
- 1910-ben 4764 lakosa volt. Ezek között volt: 3535 szerb (74,2%), 623 német (13,1%), 301 magyar (6,3%), 205 horvát, 42 tót, 7 oláh, 19 rutén és 32 egyéb nemzetiségű.
- 1948-ban 4356 lakosa volt.
- 1953-ban 4455 lakosa volt.
- 1961-ben 5902 lakosa volt.
- 1971-ben 8121 lakosa volt.
- 1981-ben 9718 lakosa volt.
- 1991-ben 10 235 lakosa volt. Ezek között volt: 8 654 szerb (84,6%), 623 jugoszláv (6,1%), 223 horvát, 204 magyar (2%), 144 ukrán, 97 cigány, 32 muzulmán, 32 ruszin, 23 montenegrói, 19 macedón, 19 szlovák, 13 német, 10 cseh, 6 szlovén, 3 bolgár, 3 orosz, 4 egyéb, 105 ismeretlen, 14 nem nyilatkozott, 7 régió.
- 2002-ben 10 893 lakosa volt. Ezek között volt: 9 858 szerb (90,5%), 181 horvát, 148 magyar (1,4%), 132 ukrán, 109 cigány, 68 jugoszláv, 27 ruszin, 21 szlovák, 8 montenegrói, 8 német, 7 macedón, 5 szlovén, 4 muzulmán, 3 cseh, 3 orosz, 2 bolgár, 2 bosnyák, 1 albán, 1 bunyevác, 19 egyéb, 223 ismeretlen, 57 nem nyilatkozott és 6 régió.